# Mohammad-Resa Schadscharian

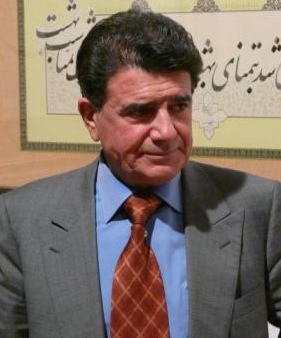
Mohammad-Resa Schadscharian (2008)

Mohammad-Resa Schadscharian oder Mohammad-Reza Shajarian (persisch محمدرضا شجريان, DMG Moḥammad-Reżā Šaǧariyān, zeitweiliger Künstlername auch persisch سياوش بيدگانى, DMG Siyāwoš-e Bīdgānī; geboren am 23. September 1940 in Maschhad; gestorben am 8. Oktober 2020 in Teheran) war ein iranischer Sänger traditioneller persischer Musik und Komponist. Er gilt als einer der bedeutendsten Sänger der persischen klassischen Musik im ausgehenden 20. und beginnenden 21. Jahrhundert.

## Leben und Karriere
Schon als Kind bekam Schadscharian Koran-Rezitations-Unterricht bei seinem Vater, der diese Kunst beherrschte. Im Alter von zwölf Jahren war er bereits als Koranrezitator bekannt. Mit zwölf begann er auch mit dem Erlernen des Radifs, einer Sammlung traditioneller melodischer Figuren, die die Grundlage der klassischen iranischen Musik bilden. Er war unter anderem Schüler des Sängers und Vokal-Radif-Schöpfers Abdollāh Davāmi, des Setar-Spielers Ahmad Ebādi und von Nur-Ali Borumand.
Seine erste offizielle Aufnahme im Nationalen Radio des Irans machte er mit 26 Jahren und wurde mit seinem besonderen Gesangsstil bald im Iran bekannt. Neben seiner Karriere als Sänger übernahm er eine Lehrtätigkeit an der Universität Teheran.
Er hatte mehrere gemeinsame Auftritte mit großen Künstlern wie Ahmad Ebadi und Lotfollah Majd. Faramarz Payvar, Dawami und Borumand, bekannte iranische Lehrer, unterrichteten ihn in Gesang und Santur. Er gab unzählige Konzerte in Iran, Asien, Europa und Amerika und wurde einer der größten Botschafter der iranischen klassischen Musikkultur.
Weltweit bekannt wurde sein Auftritt in Teheran 2004 nach dem Erdbeben von Bam im Jahr 2003.
Schadscharian unterstützte die Proteste nach den iranischen Präsidentschaftswahlen 2009 aktiv und untersagte dem Rundfunk der Islamischen Republik Iran, seine Musik zu senden. Er erklärte, dass der Text seines berühmten Liedes Iran, Ey Saraye Omid (Iran, oh Land der Hoffnung) mit der seinerzeitigen Situation seines Heimatlandes nichts zu tun habe. In dem im September 2009 veröffentlichten Lied Die Sprache des Feuers ruft Schadscharian zu einem friedlichen Disput über die politische Entwicklung Irans auf. Das iranische Regime verbot ihm nach 2009 jegliche Auftritte und Tonaufnahmen, erst nach seinem Tod spielte das iranische Staatsfernsehen seine Musik erstmals wieder nach elf Jahren.

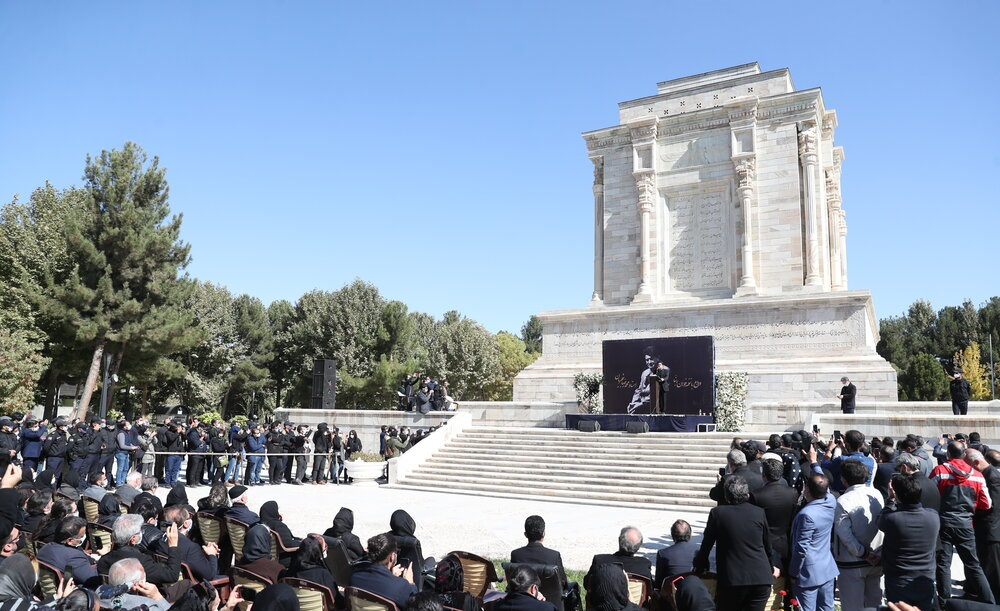
Die Beerdigung

Schadscharian starb am 8. Oktober 2020 in einem Krankenhaus in Teheran an den Folgen einer Krebserkrankung im Alter von 80 Jahren.

## Auftritte und Veröffentlichungen auf Tonträger (Auswahl)
- 1973: رباعیات خیام, DMG Robā‘iyyāt-e Ḫayyām, ‚Die Vierzeiler des Chayyam‘
- 1978: به یاد عارف, DMG Be-yād-e ‘Āref, ‚Zum Gedenken an ‘Āref‘[9]
- 1979: گلبانگ شجریان, DMG Golbāng-e Šaǧariyān, ‚Die Stimme Schadscharians‘[10]
- 1980: سپیده, DMG Sapīde, ‚Das Weiße‘
- 1980: جان جان, DMG Ǧān-e ǧān, ‚Die Seele der Seele‘
- 1980: راز دل, DMG Rāz-e del, ‚Geheimnis des Herzens‘
- 1980: انتظار دل, DMG Enteẓār-e del, ‚In Erwartung des Herzens‘
- 1985: پیوند مهر, DMG Peywand-e mehr, ‚Vereinigung mit der Sonne der Liebe‘
- 1985: بیداد, DMG Bīdād, ‚Unrecht‘
- 1986: آستان جانان, DMG Āstān-e ǧānān, ‚Die Schwelle zum Herzallerliebsten‘[11]
- 1987: سرّ عشق, DMG Serr-e ‘ešq, ‚Das Geheimnis der Liebe‘
- 1987: نوا، مرکب خوانی, DMG Nawā, Morakkab-ḫwānī, ‚(Dastgāh) Nawā, Modulationen‘
- 1989: دستان, DMG Dastān, ‚Ort der Hand‘ (Modus) oder auch „Die Hände“
- 1989: ساز قصه گو و کنسرت بزرگداشت حافظ, DMG Sāz-e qeṣṣe-gū wa konsert-e bozorg-dāšt-e Ḥāfeẓ, ‚Instrument der epischen Erzählung und Jubiläumskonzert für Hafis‘
- 1990: دود عود, DMG Dūd-e ‘ūd, ‚Rauch der ‘Ūd‘
- 1991: دل مجنون, DMG Del-e Maǧnūn, ‚Das Herz des Maǧnūn‘
- 1992: خلوت ‌گزیده, DMG Ḫalwat-gozīde, ‚In der gewählten Abgeschiedenheit‘[12]
- 1992: پیام نسیم, DMG Payām-e nasīm, ‚Die Botschaft des Zephyrhauchs‘
- 1992: سرو چمان, DMG Sarw-e čamān, ‚Die Zypresse‘
- 1992: آسمان عشق, DMG Āsmān-e ‘ešq, ‚Himmel der Liebe‘
- 1993: دلشدگان, DMG Delšodegān, ‚Die Verliebten‘
- 1993: یاد ایام, DMG Yād-e ayām, ‚Erinnerung an die Tage‘
- 1994: چشمهٔ نوش, DMG Češme-ye nūš, ‚Die Quelle des Nektars‘
- 1995: بهاریه, DMG Bahārīye, ‚Es ist frühlingshaft‘
- 1995: گنبد مینا, DMG Gonbad-e mīnā, ‚Die Emaille-Kuppel‘[13]
- 1996: جان عشاق, DMG Ǧān-e ‘oššāq, ‚Die Seele der Liebenden‘
- 1996: پیغام اهل دل, DMG Payġām-e ahl-e del, ‚Die Botschaft der Herzensmenschen‘
- 1997: در خیال, DMG Dar ḫiyāl, ‚In der Phantasie‘
- 1997: رسوای دل, DMG Roswā-ye del, ‚Das Herz entehrt‘
- 1998: عشق داند, DMG ‘Ešq dānad, ‚Die Liebe weiß es‘
- 1998: شب وصل, DMG Šab-e waṣl, ‚Die Nacht der Vereinigung‘
- 1998: معمای هستی, DMG Mo‘ammā-ye hastī, ‚Das Rätsel des Seins‘
- 1999: چهره به چهره, DMG Čehre be čehre, ‚Von Angesicht zu Angesicht‘
- 1999: شب، سکوت، کویر, DMG Šab, Sokūt, Kawīr, ‚Nacht, Schweigen, Wüste‘
- 1999: آرام جان, DMG Ārām ǧān, ‚Die Seelenstille‘
- 2000: آهنگ وفا, DMG Āhang-e wafā, ‚Die Melodie der Treue‘
- 2000: بوی باران, DMG Bū-ye bārān, ‚Der Duft des Regens‘
- 2002: زمستان است, DMG Zemestān ast, ‚Es ist Winter‘
- 2003: بی تو به سر نمی ‌شود, DMG Bī to be-sar nemīšawad, ‚Ohne dich kann ich nicht leben‘[14]
- 2003: فریاد, DMG Faryād, ‚Hilfeschrei‘
- 2008: ساز خاموش, DMG Sāz-e ḫāmūš, ‚Das verstummte Instrument der Musik‘
- 2008: سرود مهر, DMG Sorūd-e mehr, ‚Die Hymne der Zuneigung‘
- 2010: آه باران, DMG Āh-e bārān, ‚Der Seufzer des Regens‘
- 2010: زبان آتش, DMG Zabān-e ātaš, ‚Die Sprache des Feuers‘
- 2012: مرغ خوش خوان, DMG Morġ-e ḫoš-ḫwān, ‚Der fröhlich singende Vogel‘
- 2014: رنگ های تعالی, DMG Ranghā-ye ta‘ālī, ‚Die Farben des Erhabenen‘
- 2017: طریق عشق, DMG Ṭarīq-e ‘ešq, ‚Der Pfad der Liebe‘
- 2019: خراسانیات, DMG Ḫorāsāniyāt, ‚Chorasanische Geschichten‘

### Songs (Auswahl)
- Gholame Chashm
- Tasnife Ze Daste Mahboub (mit Homayoun Shajarian)
- Dar Khiyal (mit Majid Derakhshani)

## Auszeichnungen
- Die UNESCO zeichnete ihn mit der „Golden Picasso Medal“ (1999) und der „UNESCO Mozart Medal“ (2006) aus.
- Nominiert für den Grammy Award in Best World Music (2004)
- Nominiert für den Grammy Award in Best World Music (2006)